# 1re division de cavalerie (Empire allemand)
Pour les articles homonymes, voir 1re division.
La 1re division de cavalerie est une unité de cavalerie, partie de l'armée impériale allemande, qui participe lors de la Première Guerre mondiale aux combats du front de l'Est.

## Guerre austro-prussienne

### Composition
- 1re brigade de cavalerie légère, général de division Albert von Rheinbaben

1er régiment d'uhlans de la Garde, colonel Enno von Colomb
2e régiment d'uhlans de la Garde, colonel Guillaume de Brandebourg
1er régiment de dragons de la Garde, lieutenant-colonel Friedrich von Barner (de)
- 2e brigade de cavalerie lourde, général de division Wolf von Pfuel (de)

6e régiment de cuirassiers, colonel Alfred von Rauch
7e régiment de cuirassiers, colonel Hiob von Hontheim

## Première Guerre mondiale

### Composition

#### Août 1914
- 1re brigade de cavalerie

3e régiment de cuirassiers
1er régiment de dragons (de)
- 2e brigade de cavalerie

12e régiment d'uhlans (de)
9e régiment de chasseurs à cheval (de)
- 41e brigade de cavalerie

5e régiment de cuirassiers
4e régiment d'uhlans
- Batterie d'artillerie à cheval du 1er régiment d'artillerie de campagne
- 5e compagnie de mitrailleurs
- Compagnie de pionniers

#### 4 mars 1918
- Brigade de hussards du Corps

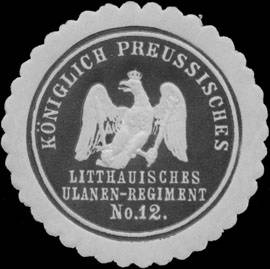
Insigne du d'uhlans

1er régiment de hussards du Corps
2e régiment de hussards du Corps
- 2e brigade de cavalerie

12e régiment d'uhlans
9e régiment de chasseurs à cheval
- 18e brigade de cavalerie

3e régiment de cuirassiers
1er régiment de dragons
- 1re et 2e compagnies cyclistes / 2e bataillon de chasseurs poméraniens Prince von Bismarck
- Batterie d'artillerie à cheval du 1er régiment d'artillerie de campagne
- Batterie d'artillerie à cheval du 35e régiment d'artillerie de campagne
- 1er détachement de pionniers à cheval

### Historique

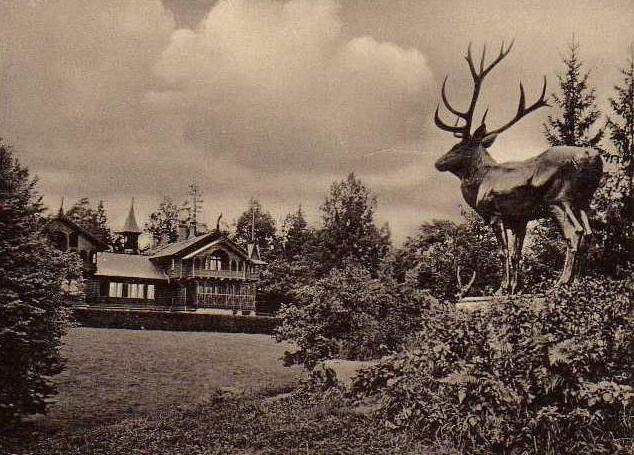
Pavillon de chasse de la forêt de Romincka, 1914.

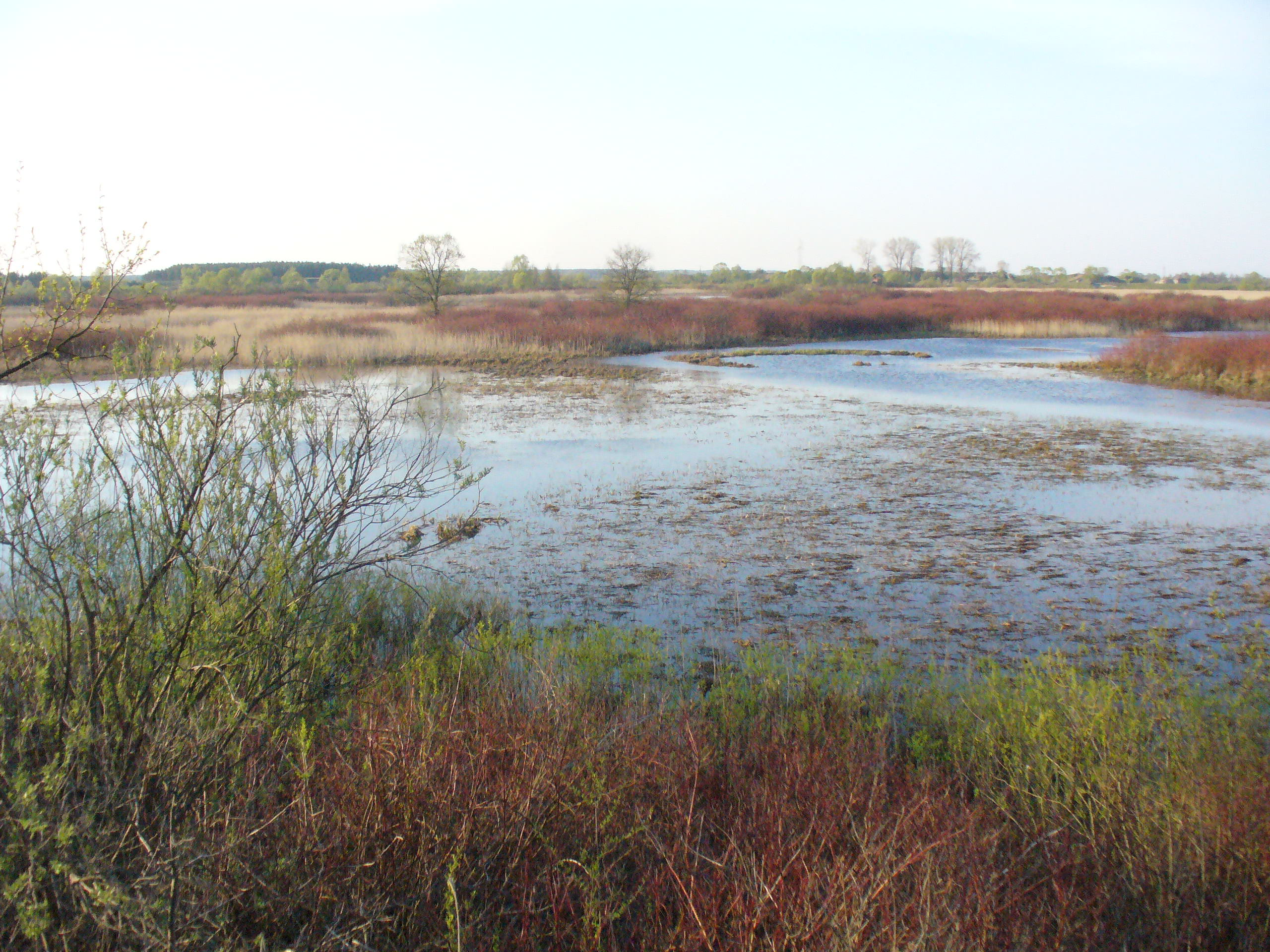
Marais de la Biebrza, 2009.

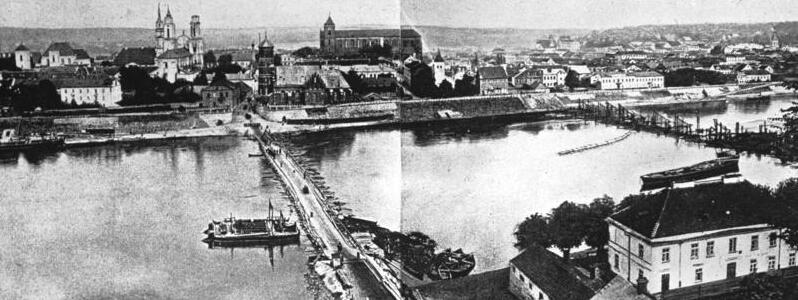
Kaunas après sa prise par les Allemands, 1916.

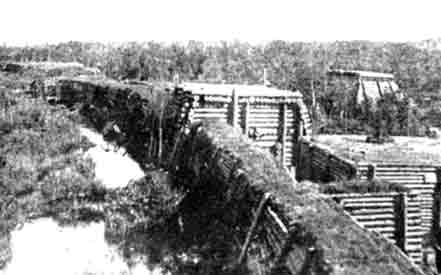
Fortifications allemandes dans les marais près de Riga, 1917.

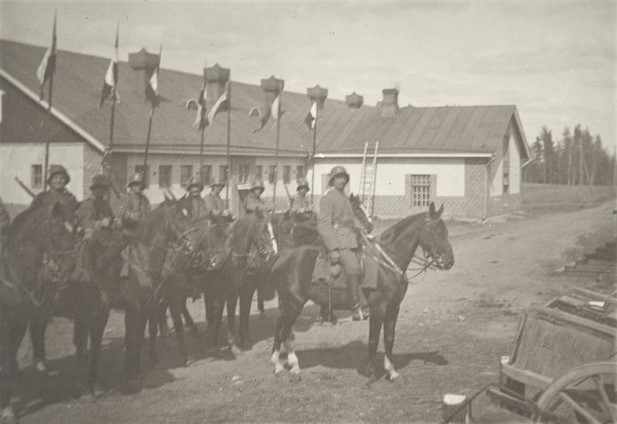
Cavalerie allemande à Turku (Finlande) pendant la guerre civile finlandaise, 1918.

#### 1914
- Lors de la mobilisation allemande de 1914, au début du conflit, la 1re division de cavalerie est rattachée à la 8e armée et envoyée sur le front de l'Est face à l'armée impériale russe.
- 17 août : bataille de Stallupönen
- 19 - 20 août : bataille de Gumbinnen
- 23 - 31 août : bataille de Tannenberg
- 5 - 15 septembre : première bataille des lacs de Mazurie
- 25 - 30 septembre : combats sur le Niémen
- 1er octobre - 5 novembre : combats de position autour de Grajewo et Suwałki
- 6 - 8 novembre : bataille de Göritten (de)
- 13 - 16 novembre : bataille de la forêt de Romincka (en)
- À partir du 15 novembre : combats de position près de Lötzen (Giżycko) et de l'Angrapa

#### 1915
- Jusqu'au 7 février : combats de position près de Lötzen et de l'Angrapa
- 8 - 22 février : seconde bataille des lacs de Mazurie
- 22 février - 6 mars : combats sur la Biebrza
- 7 - 16 mars : combats de position autour de Seirijai, Simnas, Liudvinavas (en) et Marijampolė
  - 9 - 12 mars : combats autour de Sejny
- 25 - 30 mars : combats autour de Krasnopol (en) et Krasne
- 31 mars - 20 juillet : combats de position autour d'Augustów, Marijampolė et Pilviškiai
- 21 juillet - 7 août : combats sur la Jesia et autour de Veiveriai (en)
- 8 - 10 août : encerclement de Kaunas
- 19 août - 8 septembre : bataille du Niémen
- 9 septembre : combats à Širvintos
- 9 - 24 septembre : bataille de Vilnius
- 24 septembre - 19 octobre : combats sur la Mjadsjolka et la Dryswjata
- À partir du 6 novembre : défense des côtes dans le nord de la Courlande

#### 1916
- Défense des côtes dans le nord de la Courlande

#### 1917
- Jusqu'au 22 août : défense des côtes dans le nord de la Courlande
  - 25 janvier - 3 février : batailles de l'Aa
- 1er - 15 septembre : bataille de Riga
- 6 septembre - 28 octobre : combats de position au nord de la Daugava
- À partir du 29 octobre : service d'occupation dans l'État-Inspektion 10 de l'Ober Ost

#### 1918
- Jusqu'au 10 mars : service d'occupation dans l'État-Inspektion 10 de l'Ober Ost
- 11 mars - 2 mai : service d'occupation en Lettonie et Estonie comme force de police allemande
- 3 mai - 21 juin : combats d'occupation de la République populaire ukrainienne
- 22 juin - 15 novembre : service d'occupation en Ukraine
- À partir du 16 novembre : évacuation de l'Ukraine

#### 1919
- Jusqu'au 16 mars : évacuation de l'Ukraine

## Chefs de corps
| Grade           | Nom                                           | Date                               |
| --------------- | --------------------------------------------- | ---------------------------------- |
| Generalmajor    | Leopold Friedrich Karl August von Riedel (de) | 14 juin - 25 juillet 1859          |
| Generalmajor    | Hermann d'Alvensleben                         | 8 mai - 16 septembre 1866          |
| Generalleutnant | Julius von Hartmann (de)                      | 18 juillet 1870 - 19 mai 1871      |
| Generalleutnant | Hermann Brecht                                | 2 août 1914 - 2 septembre 1916     |
| Generalleutnant | Hans von Heuduck                              | 3 septembre 1916 - 26 janvier 1918 |
| Generalmajor    | Anton von der Schulenburg                     | 27 janvier 1918 - 1919             |